# El truco de los espejos
El truco de los espejos (They Do It with Mirrors en la versión original en inglés) es una novela de la escritora británica Agatha Christie publicada en 1952.

## Sinopsis
Rvan Rydock está preocupada por su hermana Carrie-Louise. Para asegurarse de que está bien, le pide a su vieja amiga Jane Marple que vaya a Stonygates, la mansión donde vive junto a su tercer marido, Lewis Serrocold. En la mansión conviven una extraña familia y un reformatorio para jóvenes criminales, donde la violencia apenas parece percibirse.
- Datos: Q568210